# Irakliá
Irakliá (grec moderne : Ηρακλειά) ou Héraclée (grec ancien : Ἡράκλεια) est une île des Cyclades faisant partie de l'archipel des petites Cyclades au sud-est de Naxos.
L'île compte 120 habitants.
Irakliá fait partie des îles des Cyclades qui ne sont pas autosuffisantes en eau. Elle reçoit de l'eau tous les ans (et surtout l'été à cause de la saison touristique) depuis le port du Laurion en Attique, pour un coût moyen de 8,30 € le mètre cube.

## Histoire
L'île d'Irakliá conserve des vestiges de villages et de tombeaux antiques, ainsi que des ruines des anciens temples de la déesse Tychè et de Zeus Lophitès, qui attestent qu'elle avait atteint dans l'Antiquité un niveau de développement relativement important dans le monde cycladique. À une époque plus récente, ses nombreuses grottes servirent de refuge temporaire à des pirates et contrebandiers, aux activités desquelles plusieurs de ses criques doivent leur nom. Appartenant au monastère de la Chozoviotissa d'Amorgos, elle est désertée et sert de lieu de pâturage.
Joseph Pitton de Tournefort qui visite l'île en septembre 1700, indique qu'elle est alors occupée par deux moines du monastère d'Amorgos gardant 800 à 900 chèvres ou brebis, souvent menacés par les pirates. Elle est repeuplée à partir du XIXe siècle et compte plus d'une centaine d'habitants en 1879.